# Idiacanthus
Los peces-demonio denominados dragones negros son el género Idiacanthus, peces marinos de la familia estómidos, distribuidos por las aguas profundas abisales de todos los océanos.
Tienen tamaño grande, con una longitud máxima descrita entre 38 y 53 cm.

## Especies
Existen tres especies válidas en este género:
- Idiacanthus antrostomus (Gilbert, 1890 ) - Hocicudo o Dragón negro del Pacífico
- Idiacanthus atlanticus (Brauer, 1906) - Dragón negro del Atlántico
- Idiacanthus fasciola (Peters, 1877) - Dragón negro común